# Municipio de Deer Creek (condado de Cass)
El municipio de Deer Creek (en inglés: Deer Creek Township) es un municipio ubicado en el condado de Cass en el estado estadounidense de Indiana. En el año 2010 tenía una población de 912 habitantes y una densidad poblacional de 9,75 personas por km².

## Geografía
El municipio de Deer Creek se encuentra ubicado en las coordenadas 40°36′20″N 86°19′2″O / 40.60556, -86.31722. Según la Oficina del Censo de los Estados Unidos, el municipio tiene una superficie total de 93.58 km², de la cual 93,58 km² corresponden a tierra firme y (0 %) 0 km² es agua.

## Demografía
Según el censo de 2010, había 912 personas residiendo en el municipio de Deer Creek. La densidad de población era de 9,75 hab./km². De los 912 habitantes, el municipio de Deer Creek estaba compuesto por el 98,36 % blancos, el 0,11 % eran asiáticos, el 0,11 % eran de otras razas y el 1,43 % eran de una mezcla de razas. Del total de la población el 0,99 % eran hispanos o latinos de cualquier raza.